# دئوکسوسان
دیوکسوسان (به لاتین: Deoksusan) یک کوه در کره جنوبی است که در کره جنوبی واقع شده‌است. دیوکسوسان ۱٬۰۰۰٫۲ متر بالاتر از سطح دریا واقع شده‌است.